# Пол Линч
Пол Линч (на английски: Paul Lynch) е ирландски писател на произведения в жанра социална драма, научна фантастика и исторически роман, известен със своя поетичен, лиричен стил и изследване на сложни теми. Получава наградата „Букър“ за 2023 г. за петия си роман „Пророческа песен“.

## Биография и творчество
Пол Линч е роден на 9 май 1977 г. в Лимерик, Ирландия. Той е средното от трите деца в семейството. Когато е на девет месеца, родителите му се преместват в Ълстър, където той отраства. Заради работата на баща му в тогавашната Спасителна служба по крайбрежието и скалите (сега Ирландска брегова охрана) родителите му се преместват в Инишоуен. Следва английска филология и философия в Дъблинския университетски колеж, но не завършва. Работи като заместник-главен помощник-редактор и главен филмов критик на „Съндей Трибюн“ в Дъблин в периода 2007 – 2011 г., като пише и за други медии.
Първият му роман „Червено небе на разсъмване“ е издаден през 2013 г. Романът е вдъхновен от телевизионен документален филм за разкопките на Duffy's Cut, място близо до Филаделфия, където през 1830 г. ирландски емигранти, главно от Ълстър, работници в железопътна строителна компания, са открити в немаркиран масов гроб. Разследванията предполагат, че са се разболели от холера и са били убити, за да се спре заразата. Романът изследва темите за емиграция, расизъм и бруталност. Той печели признание в САЩ и Франция, където е номиниран за Награда за най-добра чуждестранна книга.
Вторият му роман, „Черният сняг“, описва завръщането на ирландски емигрант в родната му общност в графство Донигал и последвалото изпадане в беда, когато конюшнята се запалва. Романът е номиниран за много награди като печели наградата на книжарите на Франция за най-добър чуждестранен роман.
Романът му „Грейс“ от 2017 г. съчетава едновременно роман и пикареска по време на ирландския глад и разказва историята на борбата на младо момиче за оцеляване. Романът печели наградата за ирландски роман на годината на групата „Кери“.
Четвъртият му роман, „Отвъд морето“, от 2019 г., е вдъхновен от истинско събитие и е екзистенциална история, включваща двама корабокрушенци на лодка в Тихия океан. Романът печели френската награда „Хора на моретата“ през 2022 г.
През 2023 г. е издаден романът му „Пророческа песен“, който дистопичен роман с алтернативна история, и е описан като „смразяващо изследване на превръщането на Ирландия във фашистка държава“. Романът получава престижната награда „Букър“ за 2023 г.
Пол Линч живее в Дъблин.

## Произведения

### Самостоятелни романи
- Red Sky in Morning (2013)[1][2]
- The Black Snow (2014)
- Grace (2017)
- Beyond the Sea (2019)
- Prophet Song (2023) – награда „Букър“